# نيجيريا في الألعاب الأولمبية الصيفية للشباب 2010
نيجيريا من بين الدول المشاركة في الألعاب الأولمبية الصيفية للشباب 2010 بسنغافورة.

## تنس الطاولة
الرياضيون النيجيريون الذين حجزوا بطاقات تأهلهم للألعاب الأولمبية للشباب.
ذكور
- أوجو أونالاوبو